# Hoa hậu Trái Đất 2023
Hoa hậu Trái Đất 2023 là cuộc thi Hoa hậu Trái Đất lần thứ 23, được diễn ra vào ngày 22 tháng 12 năm 2023 tại Quảng trường Diamond, Khu Đô thị Vạn Phúc, Thành phố Thủ Đức, Thành phố Hồ Chí Minh, Việt Nam. Đây là lần thứ hai Việt Nam đứng ra đăng cai và tổ chức hoàn toàn cuộc thi kể từ năm 2010. Hoa hậu Trái Đất 2022 Mina Sue Choi đến từ Hàn Quốc đã trao lại vương miện cho người kế nhiệm, cô Drita Ziri đến từ Albania vào cuối đêm chung kết. Đây là lần đầu tiên Albania giành chiến thắng tại cuộc thi này. Cuộc thi năm nay sẽ hướng tới và tập trung vào các hiện tượng thời tiết cực đoan, dịch bệnh, nóng lên toàn cầu,...

## Thông tin cuộc thi
- Ngày 13 tháng 8 năm 2021, trên chuyên trang trang Sash Factor đã đăng tải thông tin về sự kiện Việt Nam sẽ đăng cai Hoa hậu Trái Đất 2022. Tuy nhiên, trên các diễn đàn mạng xã hội và trang mạng chính thức của cuộc thi đã gián tiếp phủ nhận, và đăng tải các thông tin về việc Hoa hậu Trái Đất 2022 sẽ đang cai tại Las Vegas, Hoa Kỳ. Nhưng chưa có thông tin xác nhận cuộc thi Hoa hậu Trái Đất nào tại Hoa Kỳ.[4]
- Ngày 17 tháng 2 năm 2022, công ty Nova Entertainment do cựu siêu mẫu Trương Ngọc Ánh đứng đầu, đã tổ chức họp báo thông báo đến truyền thông rằng công ty Nova Entertainment đang là đơn vị nắm giữ bản quyền cuộc thi Hoa hậu Trái Đất[5]. Trong họp báo này, Trương Ngọc Ánh cũng công bố rằng Việt Nam[6] sẽ là quốc gia đăng cai tổ chức cuộc thi Hoa hậu Trái Đất 2023 sắp tới.[7][8]
- Ngày 18 tháng 2 năm 2022, đại diện đơn vị nắm giữ bản quyền cuộc thi năm nay là Trương Ngọc Ánh cũng từng nói "...Chúng tôi đã chuẩn bị đầy đủ cơ sở vật chất để đón hơn 100 người đẹp từ khắp nơi về Việt Nam.."[9] Điều này một phần minh chứng cuộc thi năm nay sẽ quy tụ hơn 100 thí sinh đến từ khắp nơi trên khắp thế giới.[10] Việc này cũng đồng nghĩa cuộc thi năm nay sẽ vượt mặt cuộc thi vào các năm 2007 và 2013 để vươn lên làm năm có nhiều thí sinh tham gia nhất trong lịch sử cuộc thi Hoa hậu Trái Đất.[11]
- Ngày 24 tháng 3 năm 2022, sự kiện mở màn cho 'Hoa hậu Trái Đất 2023' là Hoa hậu các dân tộc Việt Nam 2022 - cuộc thi nằm nhằm tìm kiếm đại diện Việt Nam tại Hoa hậu Trái Đất. Khởi đầu của sự kiện là Hoa hậu Trái Đất 2021 - Destiny Wagner đến từ Belize đã tham gia buổi họp báo công bố khởi động cuộc thi Hoa hậu các dân tộc Việt Nam 2022.[12][13][14]
- Ngày 18 tháng 7 năm 2022, Lễ đăng cai tổ chức Miss Earth - Hoa hậu Trái Đất 2023 diễn ra trọng thể, với sự tham gia của bà Trương Ngọc Ánh người nắm bản quyền thương mại cuộc thi tại Việt Nam, các nhà đầu tư tài trợ cuộc thi, một số Hoa hậu Trái Đất cũng như phái đoàn từ Ban tổ chức Hoa hậu Trái Đất. Trong buổi công bố, địa điểm được chọn để đăng cai cuộc thi là Trung tâm Hội nghị Hoàn Vũ, thành phố Nha Trang, tỉnh Khánh Hòa, Việt Nam. Đây là nơi từng diễn ra cuộc thi Hoa hậu Hoàn vũ 2008[15].
- Ngày 25 tháng 6 năm 2023, Hoa hậu Trái Đất Philippines 2023 Yllana Marie Aduana trả lời báo chí và xác nhận cuộc thi sẽ diễn ra vào ngày 16 tháng 12 năm 2023 tại Việt Nam.
- Ngày 19 tháng 7 năm 2023, sự kiện họp báo khởi động Hoa hậu Trái Đất Việt Nam 2023 diễn ra tại Thành phố Hồ Chí Minh. Cũng tại đây, ban tổ chức thông báo ngày tổ chức sẽ dời từ 16 tháng 12 xuống ngày 22 tháng 12, khiến cuộc thi này trở thành phiên bản được tổ chức muộn nhất trong lịch sử cuộc thi. Trước đó, cuộc thi Hoa hậu Trái Đất 2013 đã nắm giữ kỷ lục này khi được tổ chức vào ngày 7 tháng 12.
- Ngày 30 tháng 11, ban tổ chức đã ra thông báo rằng địa điểm tổ chức bán kết là Làng hoa Vạn Thành, Phường 5, Đà Lạt và địa điểm đêm chung kết là Quảng trường Diamond, Khu Đô thị Vạn Phúc thuộc Thành phố Thủ Đức, Thành phố Hồ Chí Minh.

## Kết quả

### Thứ hạng
| Kết quả               | Thí sinh |
| --------------------- | --- |
| Hoa hậu Trái Đất 2023 | - Albania – Drita Ziri |
| Hoa hậu Không khí     | - Philippines – Yllana Marie Aduana |
| Hoa hậu Nước          | - Việt Nam – Đỗ Thị Lan Anh |
| Hoa hậu Lửa           | - Thái Lan – Cora Bliault |
| Á hậu                 | - Brazil – Morgana Carlos - Kazakhstan – Dilnaz Tilaeva - Hà Lan – Noa Claus - Nga – Daria Lukonkina |
| Top 12                | - Indonesia – Cindy Inanto § - Puerto Rico – Victoria Arocho - Nam Phi – Belindé Schreuder - Venezuela – Jhosskaren Carrizo                                                                                            |
| Top 20                | - Bỉ – Jolien Pede - Bulgaria – Victoria Lazarova - Canada – Layanna Robinson - Anh – Jordan-Louise Smith - Ấn Độ – Priyan Sain - Mauritius – Hateefa Low Kom - Hoa Kỳ – Danielle Mullins - Zimbabwe – Courtney Jongwe |

§: Thí sinh được vào thẳng Top 20 do nhận được nhiều phiếu bình chọn nhất.

### Thứ tự công bố
| 1. Hà Lan 2. Thái Lan 3. Bỉ 4. Nam Phi 5. Philippines 6. Bulgaria 7. Ấn Độ 8. Puerto Rico 9. Albania 10. Zimbabwe 11. Brazil 12. Canada 13. Anh 14. Mauritius 15. Nga 16. Hoa Kỳ 17. Kazakhstan 18. Venezuela 19. Việt Nam 20. Indonesia | 1. Việt Nam 2. Brazil 3. Nam Phi 4. Venezuela 5. Hà Lan 6. Philippines 7. Albania 8. Puerto Rico 9. Indonesia 10. Thái Lan 11. Nga 12. Kazakhstan | 1. Hà Lan 2. Brazil 3. Việt Nam 4. Kazakhstan 5. Philippines 6. Albania 7. Thái Lan 8. Nga | 1. Việt Nam 2. Philippines 3. Albania 4. Thái Lan |

### Các giải thưởng phụ

#### Giải thưởng chính
| Giải thưởng                              | Thí sinh                              |
| ---------------------------------------- | ------------------------------------- |
| Trang phục dạ hội đẹp nhất               | - Kazakhstan – Dilnaz Tilaeva         |
| Hoa hậu Tài năng                         | - New Zealand – Caitlyn Dulcie Smythe |
| Thuyết trình về môi trường ấn tượng nhất | - Nhóm thí sinh châu Âu               |

#### Xuất hiện ấn tượng nhất
| Kết quả     | Thí sinh | Nguồn         |
| ----------- | --- | ------------- |
| Chiến thắng | - Việt Nam – Đỗ Thị Lan Anh                                                                                              | [ 16 ] [ 17 ] |
| Top 5       | - Campuchia – Pouvjessica Tan - Mông Cổ – Munkhchimeg Batjargal - Myanmar – Soung Hnin San - Philippines – Yllana Aduana | [ 16 ] [ 17 ] |

#### Trình diễn áo tắm đẹp nhất
| Kết quả     | Kết quả                  | Thí sinh                                                      | Nguồn         |
| ----------- | ------------------------ | ------------------------------------------------------------- | ------------- |
| Chiến thắng | Chiến thắng              | - Philippines – Yllana Aduana                                 | [ 18 ] [ 19 ] |
| Top 8       | Châu Phi                 | - Madagascar – Fifaliana Valisoa - Zimbabwe – Courtney Jongwe | [ 18 ] [ 19 ] |
| Top 8       | Châu Mỹ                  | - Paraguay – Gretha Matiauda - Venezuela – Jhosskaren Carrizo | [ 18 ] [ 19 ] |
| Top 8       | Châu Á & Thái Bình Dương | - Việt Nam – Đỗ Thị Lan Anh                                   | [ 18 ] [ 19 ] |
| Top 8       | Châu Âu                  | - Bulgaria – Victoria Lazarova - Hà Lan – Noa Claus           | [ 18 ] [ 19 ] |

#### Trang phục truyền thống đẹp nhất
| Kết quả     | Kết quả                  | Thí sinh                                                                                     | Nguồn         |
| ----------- | ------------------------ | -------------------------------------------------------------------------------------------- | ------------- |
| Chiến thắng | Chiến thắng              | - Việt Nam – Đỗ Thị Lan Anh                                                                  |               |
| Top 12      | Châu Phi                 | - Madagascar – Fifaliana Valisoa - Namibia – Martha Kautanevali - Zimbabwe – Courtney Jongwe | [ 20 ] [ 21 ] |
| Top 12      | Châu Mỹ                  | - Bolivia – Ivana Girard - Paraguay – Gretha Matiauda - Venezuela – Jhosskaren Carrizo       | [ 20 ] [ 21 ] |
| Top 12      | Châu Á & Thái Bình Dương | - Myanmar – Soung Hnin San - Philippines – Yllana Aduana                                     | [ 20 ] [ 21 ] |
| Top 12      | Châu Âu                  | - Albania – Drita Ziri - Bulgaria – Victoria Lazarova - Đức – Maike Damrat                   | [ 20 ] [ 21 ] |

### Trang phục dạ hội đẹp nhất
| Kết quả     | Thí sinh                                                                                                  |
| ----------- | --- |
| Chiến thắng | - Kazakhstan – Dilnaz Tilaeva                                                                             |
| Top 5       | - Brazil – Morgana Carlos - Hàn Quốc - Jang Da Yeon - Hà Lan – Noa Claus - Venezuela – Jhosskaren Carrizo |

## Thí sinh tham gia
85 thí sinh tham gia cuộc thi:
| Quốc gia/Vùng lãnh thổ | Thí sinh                   | Tuổi | Quê quán               | Khu vực                  |
| ---------------------- | -------------------------- | ---- | ---------------------- | ------------------------ |
| Albania                | Drita Ziri                 | 18   | Fushë Krujë            | Châu Âu                  |
| Argentina              | Selene Bublitz             | 23   | Corrientes             | Châu Mỹ                  |
| Armenia                | Paolin Darbin-Ahangari     | 23   | Yerevan                | Châu Âu                  |
| Úc                     | Helen Lātūkefu             | 21   | Sydney                 | Châu Á và Châu Đại Dương |
| Bangladesh             | Anika Bushra Mariya        | 20   | Huyện Naogaon          | Châu Á và Châu Đại Dương |
| Belarus                | Karyna Kisialiova          | 25   | Minsk                  | Châu Âu                  |
| Bỉ                     | Jolien Pede                | 26   | Zwalm                  | Châu Âu                  |
| Belize                 | Reyna Choj                 | 21   | Santa Elena            | Châu Mỹ                  |
| Bolivia                | Ivana Girard               | 26   | Santa Cruz             | Châu Mỹ                  |
| Bosnia và Herzegovina  | Verica Mihajlović          | 18   | Foča                   | Châu Âu                  |
| Brazil                 | Morgana Carlos             | 28   | Icó                    | Châu Mỹ                  |
| Bulgaria               | Victoria Lazarova          | 24   | Plovdiv                | Châu Âu                  |
| Campuchia              | Jessica Tan                | 19   | Stung Treng            | Châu Á và Châu Đại Dương |
| Cameroon               | Atem Noella                | 25   | Lebialem               | Châu Phi                 |
| Canada                 | Layanna Robinson           | 18   | Victoria               | Châu Mỹ                  |
| Chile                  | Ximena Huala               | 22   | Santiago               | Châu Mỹ                  |
| Trung Quốc             | Mingyang Wang              | 26   | Thượng Hải             | Châu Á và Châu Đại Dương |
| Colombia               | Luz Adriana López          | 26   | Bogotá                 | Châu Mỹ                  |
| Croatia                | Michelle Salome Kursar     | 23   | Pula                   | Châu Âu                  |
| Cuba                   | Aleida Josefa Perez        | 22   | Villa Clara            | Châu Mỹ                  |
| Cộng hòa Séc           | Kristýna Pavlovičová       | 20   | Strakonice             | Châu Âu                  |
| Đan Mạch               | Silvia Topholm             | 22   | Copenhagen             | Châu Âu                  |
| Cộng hòa Dominica      | Elliany Capellán           | 28   | Samaná                 | Châu Mỹ                  |
| Ecuador                | Naomi Viteri               | 21   | Guayaquil              | Châu Mỹ                  |
| Anh                    | Jordan-Louise Smith        | 26   | Edinburgh              | Châu Âu                  |
| Ethiopia               | Hebron Beyene              | 23   | Addis Ababa            | Châu Phi                 |
| Pháp                   | Enola Godart               | 22   | Saint-Laurent-de-Neste | Châu Âu                  |
| Đức                    | Maike Damrat               | 22   | Böblingen              | Châu Âu                  |
| Ghana                  | Priscilla Asante           | 27   | Accra                  | Châu Phi                 |
| Hy Lạp                 | Christianna Katsieri       | 21   | Piraeus                | Châu Âu                  |
| Haiti                  | Valentchina Dantes         | 23   | Port-au-Prince         | Châu Mỹ                  |
| Honduras               | Ariana Gomez               | 18   | Comayagua              | Châu Mỹ                  |
| Ấn Độ                  | Priyan Sain                | 21   | Jaipur                 | Châu Á và Châu Đại Dương |
| Indonesia              | Cindy Inanto               | 27   | Medan                  | Châu Á và Châu Đại Dương |
| Ireland                | Layla Doherty              | 22   | Ballyliffin            | Châu Âu                  |
| Nhật Bản               | Kirari Oshiro              | 21   | Okinawa                | Châu Á và Châu Đại Dương |
| Kazakhstan             | Dilnaz Tilaeva             | 19   | Almaty                 | Châu Á và Châu Đại Dương |
| Kenya                  | Abigael Kombo              | 28   | Nairobi                | Châu Phi                 |
| Hàn Quốc               | Jang Da-yeon               | 21   | Daegu                  | Châu Á và Châu Đại Dương |
| Kosovo                 | Leonora Leci               | 27   | Priština               | Châu Âu                  |
| Lào                    | Nuolao Wamenglor           | 18   | Xiengkhuang            | Châu Á và Châu Đại Dương |
| Liberia                | Cassandra Peters           | 27   | Monrovia               | Châu Phi                 |
| Madagascar             | Valisoa Fifaliana          | 27   | Antananarivo           | Châu Phi                 |
| Malaysia               | Nadira Isaac               | 22   | Penang                 | Châu Á và Châu Đại Dương |
| Mauritius              | Hateefa Low Kom            | 25   | Rivière du Rempart     | Châu Phi                 |
| Mexico                 | Daniela Landín             | 28   | Aguascalientes         | Châu Mỹ                  |
| Mông Cổ                | Munkhchimeg Batjargal      | 27   | Ulaanbaatar            | Châu Á và Châu Đại Dương |
| Montenegro             | Tina Krulanović            | 19   | Nikšić                 | Châu Âu                  |
| Myanmar                | Soung Hnin San             | 18   | Yangon                 | Châu Á và Châu Đại Dương |
| Namibia                | Martha Kautanevali         | 26   | Ohangwena              | Châu Phi                 |
| Nepal                  | Rainyusha Majgaiya         | 26   | Dang                   | Châu Á và Châu Đại Dương |
| Hà Lan                 | Noa Claus                  | 20   | Enschede               | Châu Âu                  |
| New Zealand            | Caitlyn Dulcie             | 23   | Auckland               | Châu Á và Châu Đại Dương |
| Nigeria                | Shelly Uzoagba Ugoma       | 24   | Imo State              | Châu Phi                 |
| Quần đảo Bắc Mariana   | Jan Zowie Cruz             | 22   | Saipan                 | Châu Á và Châu Đại Dương |
| Na Uy                  | Emilie Svendby             | 20   | Brumunddal             | Châu Âu                  |
| Pakistan               | Kapotaqkhy Chanchala       | 26   | Karachi                | Châu Á và Châu Đại Dương |
| Palestine              | Yara Bishi                 | 22   | Ramallah               | Châu Á và Châu Đại Dương |
| Paraguay               | Gretha Matiauda            | 22   | Asunción               | Châu Mỹ                  |
| Peru                   | Nancy Salazar              | 23   | Piura                  | Châu Mỹ                  |
| Philippines            | Yllana Marie Aduana        | 25   | Siniloan               | Châu Á và Châu Đại Dương |
| Ba Lan                 | Ewa Jakubiec               | 28   | Wroclaw                | Châu Âu                  |
| Bồ Đào Nha             | Carlota Lobo               | 18   | Viana do Alentejo      | Châu Âu                  |
| Puerto Rico            | Victoria Arocho            | 21   | Caguas                 | Châu Mỹ                  |
| Réunion                | Shanel Malouda             | 19   | Saint-Denis            | Châu Phi                 |
| Romania                | Georgiana Catalina Popescu | 27   | Bucharest              | Châu Âu                  |
| Nga                    | Daria Lukonkina            | 19   | Nizhny Novgorod        | Châu Âu                  |
| Serbia                 | Andjela Vanevski           | 19   | Beograd                | Châu Âu                  |
| Sierra Leone           | Mary Juliet Sia Kanessie   | 28   | Freetown               | Châu Phi                 |
| Singapore              | Asenath Loh Jia En         | 20   | Singapore              | Châu Á và Châu Đại Dương |
| Slovenia               | Monica Čavlović            | 23   | Nova Gorica            | Châu Âu                  |
| Nam Phi                | Belindé Schreuder          | 27   | Lephalale              | Châu Phi                 |
| Nam Sudan              | Alak Bech Malak            | 22   | Juba                   | Châu Phi                 |
| Tây Ban Nha            | Edurne Fernández           | 20   | Alicante               | Châu Âu                  |
| Sri Lanka              | Viyana Pietersz            | 28   | Colombo                | Châu Á và Châu Đại Dương |
| Thái Lan               | Cora Bliault               | 18   | Chiang Mai             | Châu Á và Châu Đại Dương |
| Trinidad và Tobago     | Shalyma Boisselle          | 25   | Saint James            | Châu Mỹ                  |
| Ukraine                | Anastasia Feier            | 21   | Zakarpathian           | Châu Âu                  |
| Hoa Kỳ                 | Danielle Mullins           | 26   | Louisville             | Châu Mỹ                  |
| Quần đảo Virgin (Mỹ)   | Madison Ramsingh           | 20   | Turtledove Cay         | Châu Mỹ                  |
| Venezuela              | Jhosskaren Carrizo         | 29   | Barquisimeto           | Châu Mỹ                  |
| Việt Nam               | Đỗ Thị Lan Anh             | 26   | Hà Nội                 | Châu Á và Châu Đại Dương |
| Wales                  | Carys Havard               | 20   | Crickhowell            | Châu Âu                  |
| Zambia                 | Kunda Mwamulima            | 27   | Lusaka                 | Châu Phi                 |
| Zimbabwe               | Courtney Jongwe            | 21   | Mutare                 | Châu Phi                 |

## Chú ý

### Trở lại
- Tham gia lần cuối vào năm 2014:
  -  Madagascar
- Tham gia lần cuối vào năm 2018:
  -  Trinidad và Tobago
- Tham gia lần cuối vào năm 2019:
  -  Kazakhstan
- Tham gia lần cuối vào năm 2020:
  -  Honduras
  -  Jamaica
  -  Quần đảo Virgin (Mỹ)
- Tham gia lần cuối vào năm 2021:
  -  Armenia
  -  Campuchia
  -  Đan Mạch
  -  Kenya
  -  Myanmar
  -  Paraguay
  -  Ukraine

### Bỏ cuộc
Trước cuộc thi
| - Áo – Zoe Müller - Burundi - Cabo Verde - Cộng hòa Dân chủ Congo - Estonia - Fiji – Sera Volavola - Hồng Kông - Iran - Iraq | - Kyrgyzstan – Aiperi Keneshbekova - Liban – Tatyana Alwan - Malta - Bắc Macedonia - Panama – Nicole Castillero - Scotland - Senegal - Slovakia - Uganda |

### Thay thế
- Serbia – Hoa hậu Trái Đất Serbia 2023 Jelena Petrović rút khỏi cuộc thi vì lý do cá nhân. Cô được thay thế bởi Andjela Vanevski.
- Nam Phi – Zabeloh Hlabisa, Hoa hậu Trái Đất Nam Phi 2023 không thể tham gia cuộc thi năm nay do đã vượt quá giới hạn về độ tuổi quy định. Cô được thay thế bởi Á hậu 1 của cuộc thi là Belindé Schreuder.